# Shmuel Kamenetsky
Shmuel Kamenetsky (Tytuvėnai, ? november 1924) is een in de Republiek Litouwen geboren Amerikaans charedisch rabbijn. Hij is de mede-oprichter en rosh yeshiva (decaan) van de "Talmoedische Jesjiva van Philadelphia" en lid van de Moetzes Gedolei HaTorah (Raad van Torah Wijzen).

## Levensloop
Kamenetsky werd geboren in het stadje Tytuvėnai, destijds gelegen in de Republiek Litouwen , als zoon van Yaakov Kamenetsky, een van de belangrijkste Thorageleerden uit de Verenigde Staten. Hij studeerde aan de Lakewood Jesjiva en werd de eerste leerling van rabbijn Aharon Kotler, van wie hij later ook zijn rabbijnse wijding ontving. In 1955 richtte hij samen met rabbijn Elya Svei (1924-2009) de Talmoedische Jesjiva in Philadelphia op. Hij is prominente lid van verschillende charedische onderwijsinstellingen en andere organisaties in de Verenigde Staten, waaronder de Chinuch Atzmai, Torah Umesorah, de Chofetz Chaim Heritage Foundation en de AJOP. 

### Politiek
In de Amerikaanse presidentsverkiezingen 2020 was Kamentsky een voorstander van Donald Trump.